# Гуц Сергій Сергійович
Сергі́й Сергі́йович Гу́ц (нар. 20 серпня 1990 — 4 вересня 2014) — старший солдат Збройних сил України, учасник російсько-української війни.

## Життєпис
Народився 1990 року в смт Лугини (Житомирська область). Закінчив Лугинську ЗОШ № 2; від 2009 року проходив військову службу за контрактом у 95-й окремій аеромобільній бригаді.
Військовослужбовець за контрактом 13-го окремого аеромобільного батальйону 95-ї окремої Житомирської аеромобільної бригади, служив за контрактом з 2009 року. Стрілець-помічник гранатометника.
Залишилися батьки та старший брат. Його батько, ветеран афганської війни, також захищав суверенітет України у східних областях.
Загинув 4 вересня 2014 р. під час виконання бойового завдання в районі м. Вугледар Донецької області.
Похований в Лугинах 10 вересня 2014 року.
Без Сергія лишились батьки і старший брат.

## Нагороди та вшанування
За особисту мужність і героїзм, виявлені у захисті державного суверенітету та територіальної цілісності України, вірність військовій присязі під час російсько-української війни, відзначений — нагороджений
- 14 березня 2015 року — орденом «За мужність» III ступеня (посмертно)[1]
- Одна з центральних вулиць селища Лугини носить ім'я Сергія Гуца (рішення № 74 третьої сесії VII скликання від 28 лютого 2017 року)
- Його портрет розміщений на меморіалі «Стіна пам'яті полеглих за Україну» у Києві: секція 4, ряд 9, місце 8
- Почесний громадянин Лугинської громади (рішення сесії № 1154 Лугинської селищної ради від 12 жовтня 2023 року)